# Biserica unitariană din Șimonești

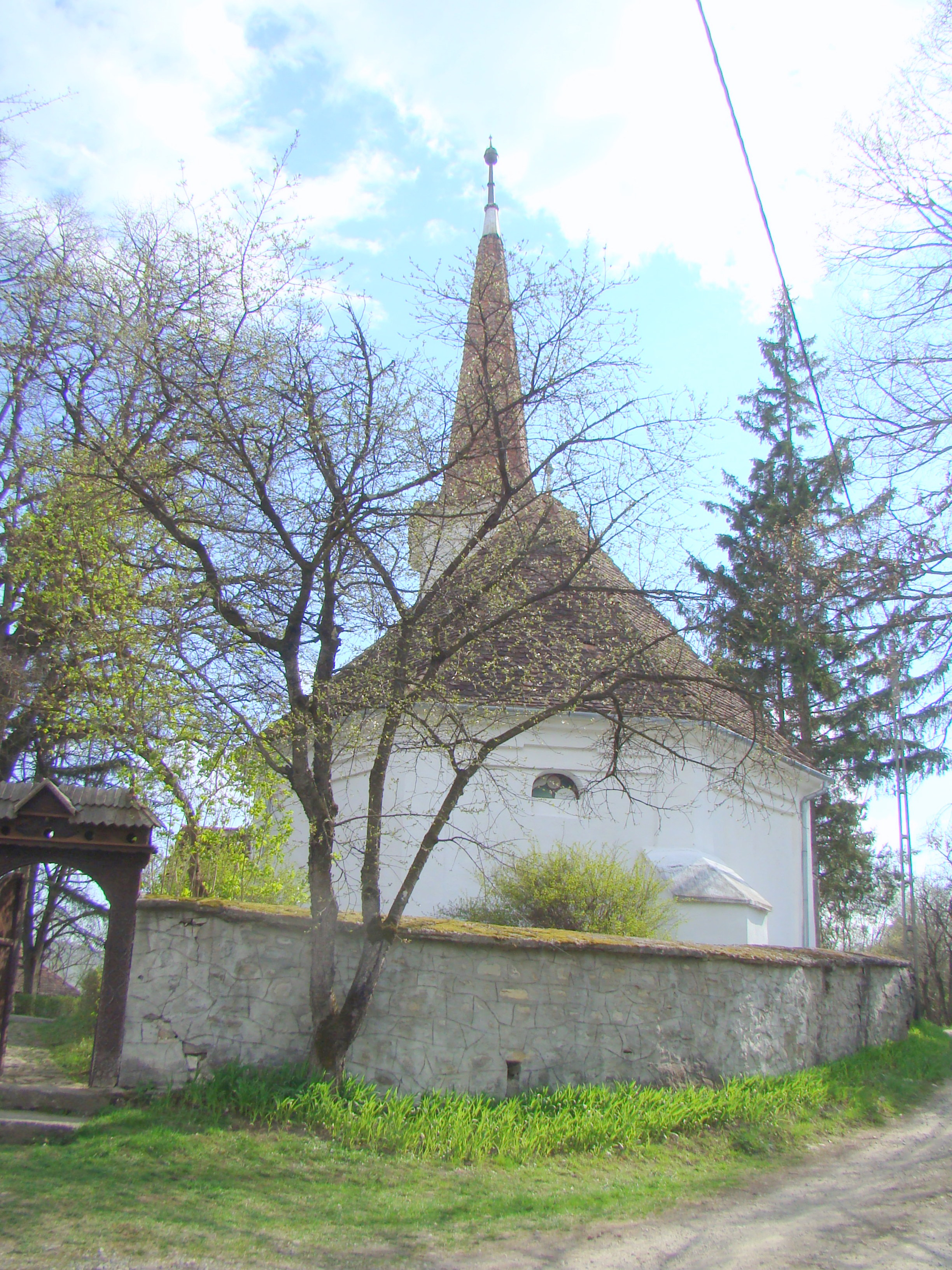
Biserica unitariană din Șimonești, comuna Șimonești, județul Harghita, foto: aprilie 2019.

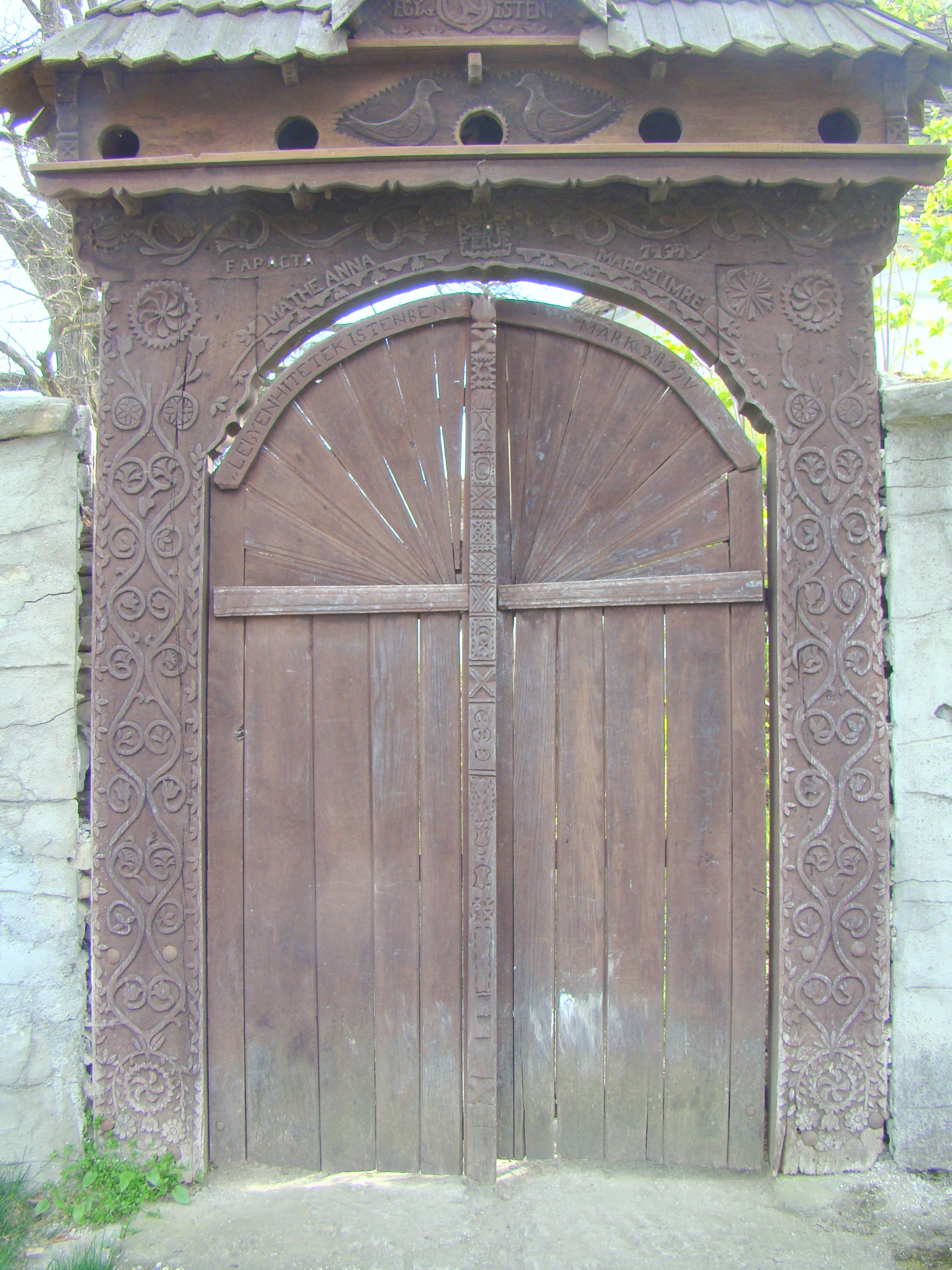
Poarta de lemn a bisericii

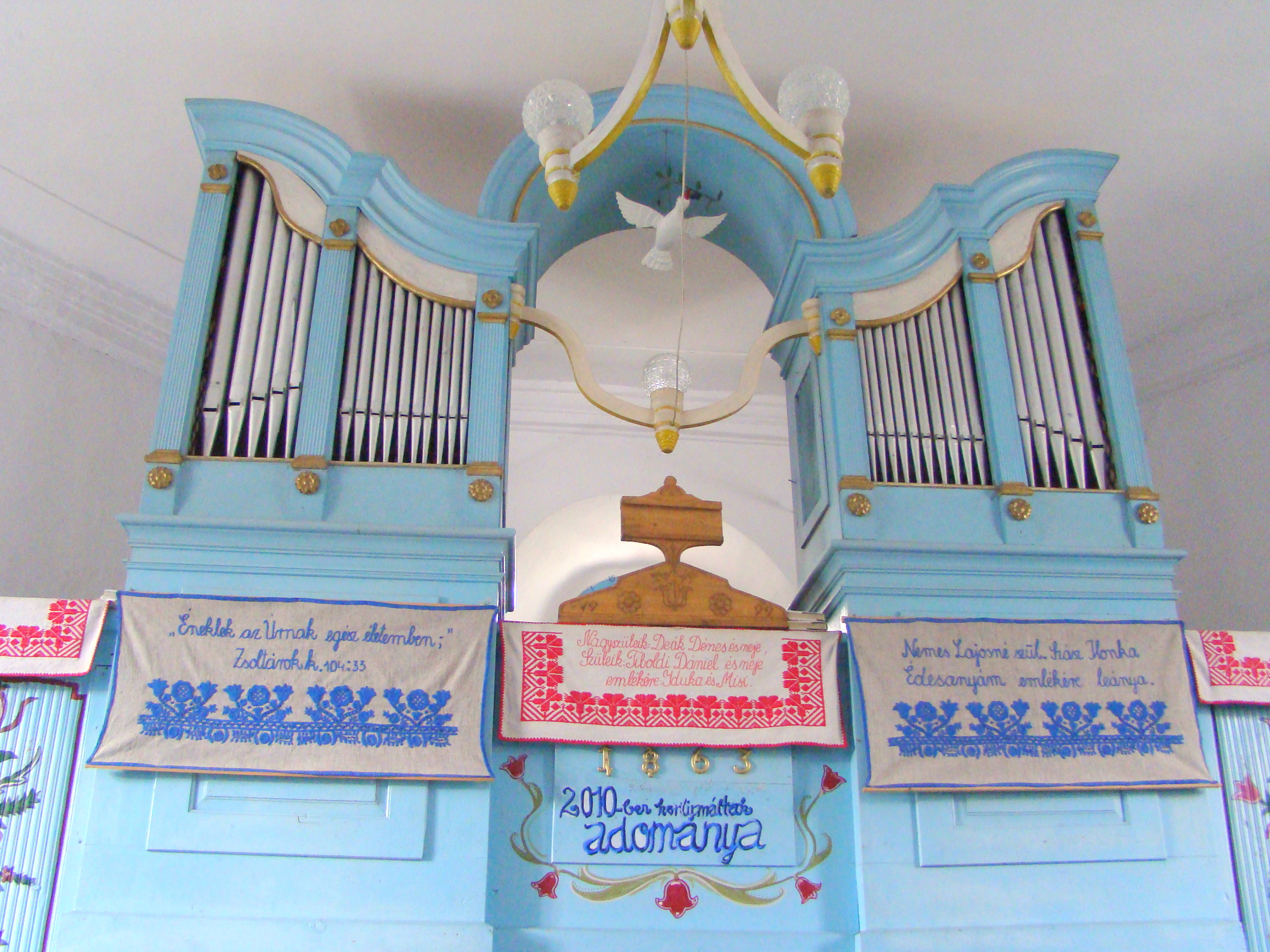
Orga bisericii

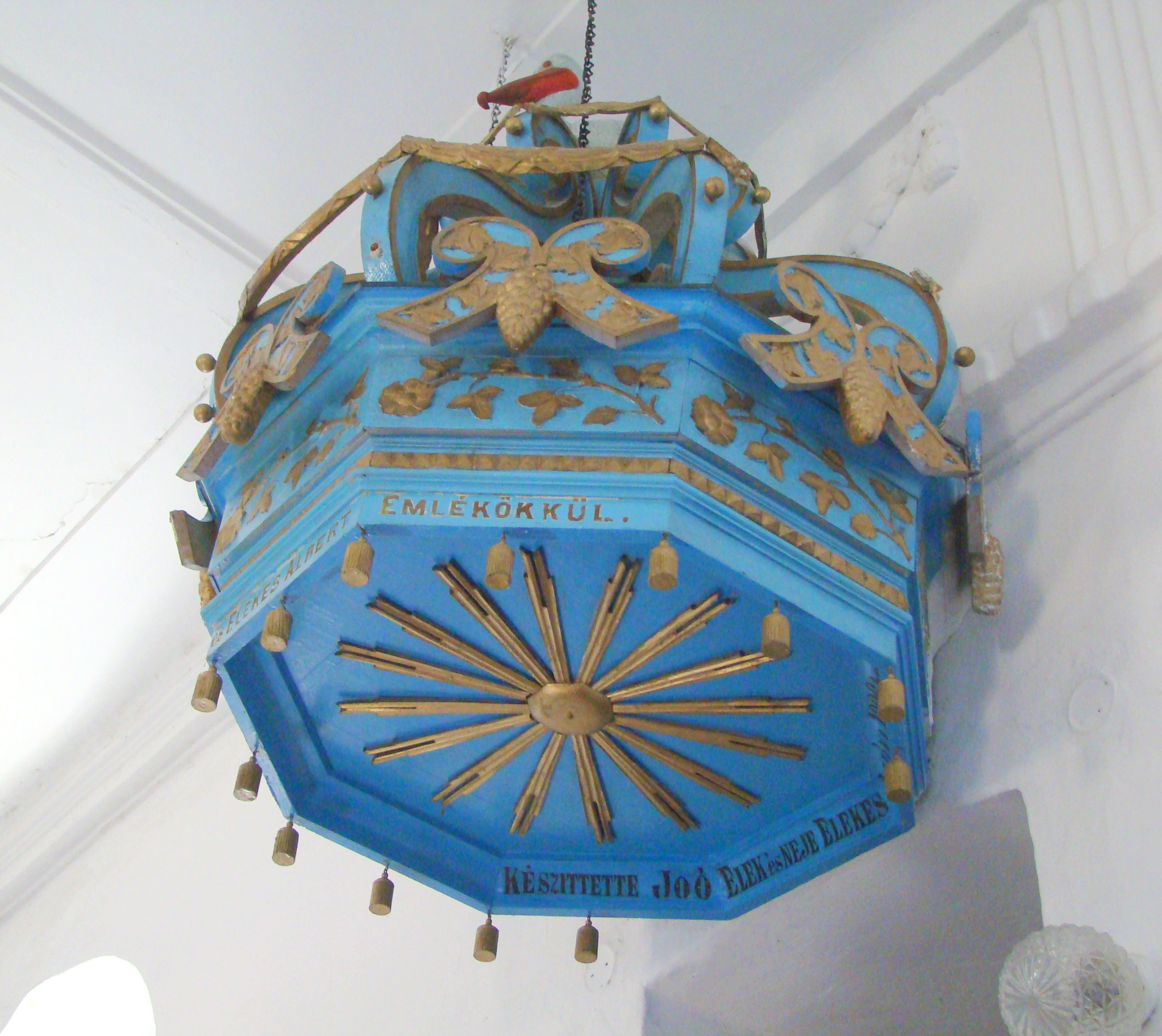
Coronamentul amvonului

Biserica unitariană din Șimonești, comuna  Șimonești, județul Harghita, datează din anul 1808. Biserica se află pe lista monumentelor istorice sub cod LMI HR-II-m-B-12982. 

## Localitatea
Șimonești (în trecut Șiminfalău, în maghiară Siménfalva) este satul de reședință al comunei cu același nume din județul Harghita, Transilvania, România.

## Biserica
Biserica e situată în partea de vest a satului, pe dealul Borba. A fost construită între anii 1808-1811, în locul bisericii vechi. Din biserica veche s-au păstrat turnul și câteva elemente gotice cum ar fi poarta de vest și poarta sudică, ce poartă inscripția „1586”.

## Imagini din exterior

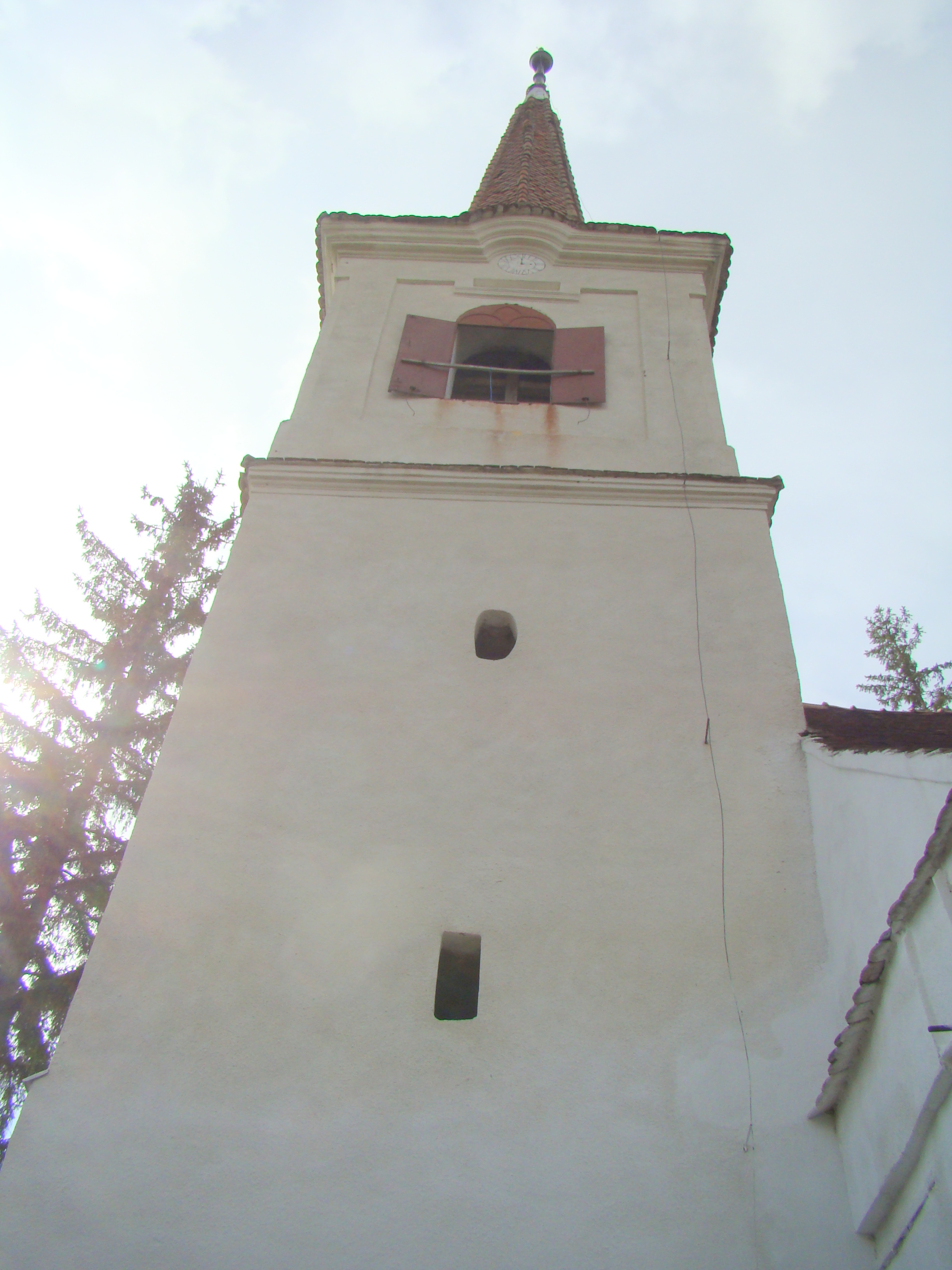
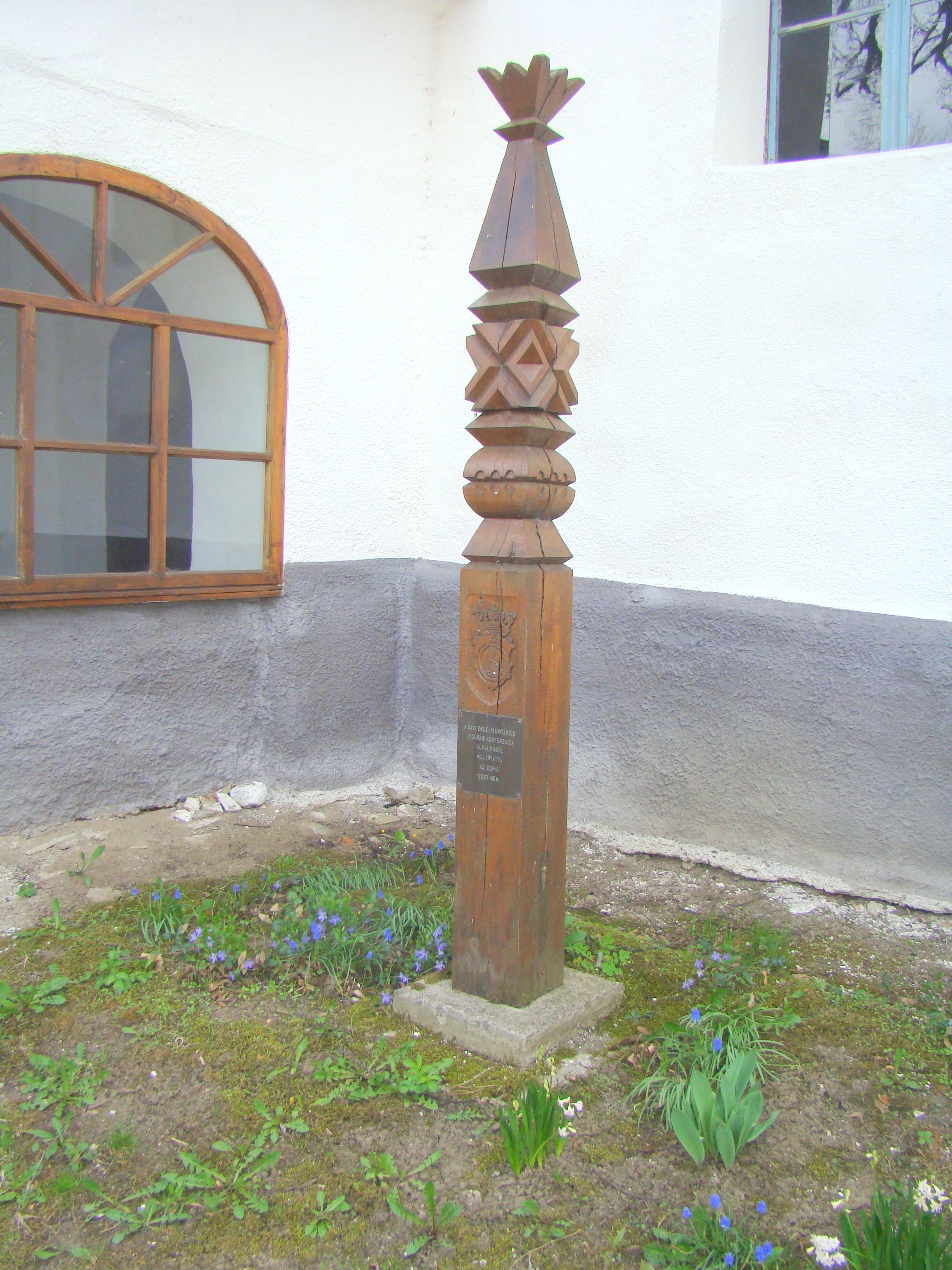
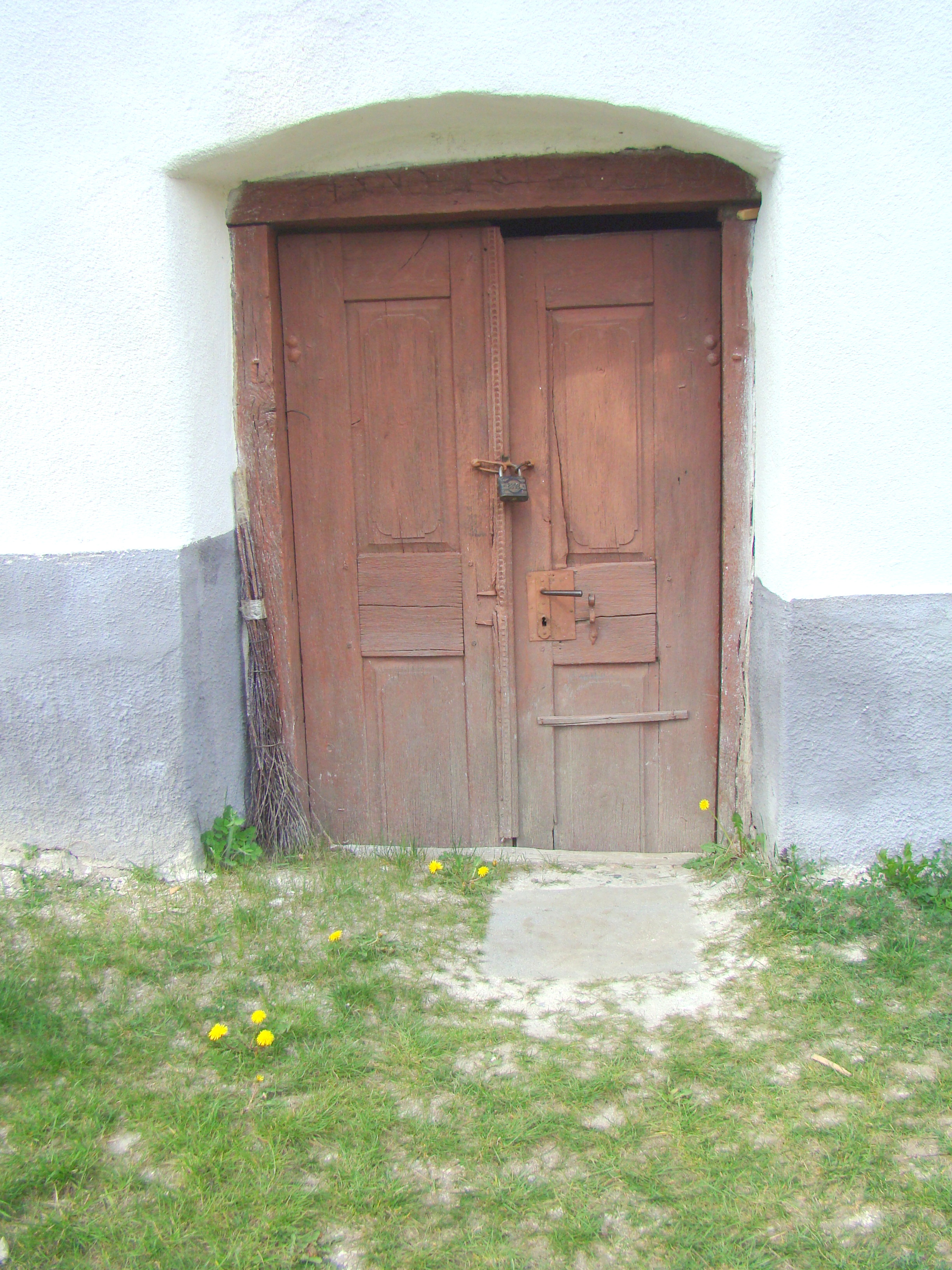
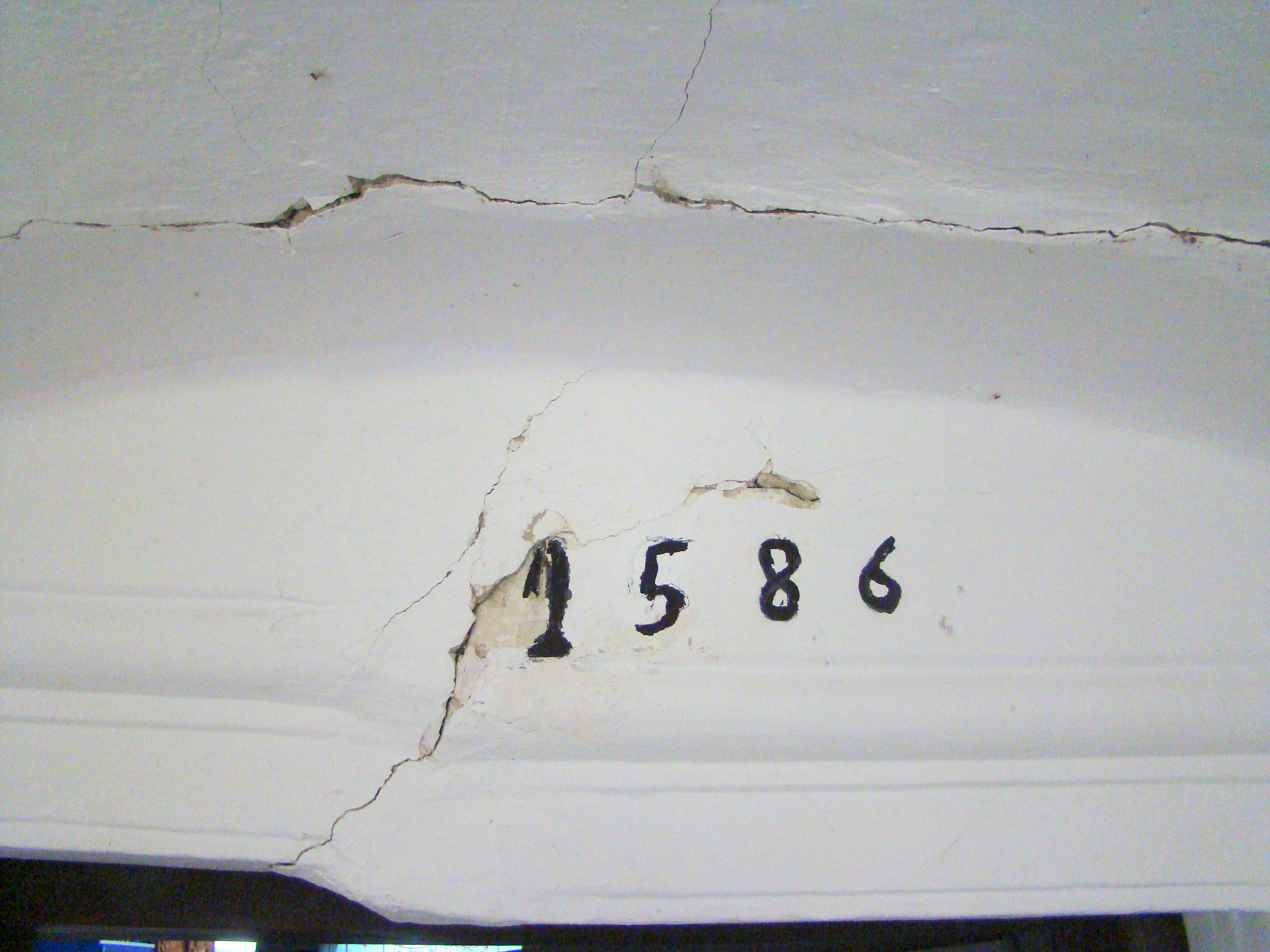
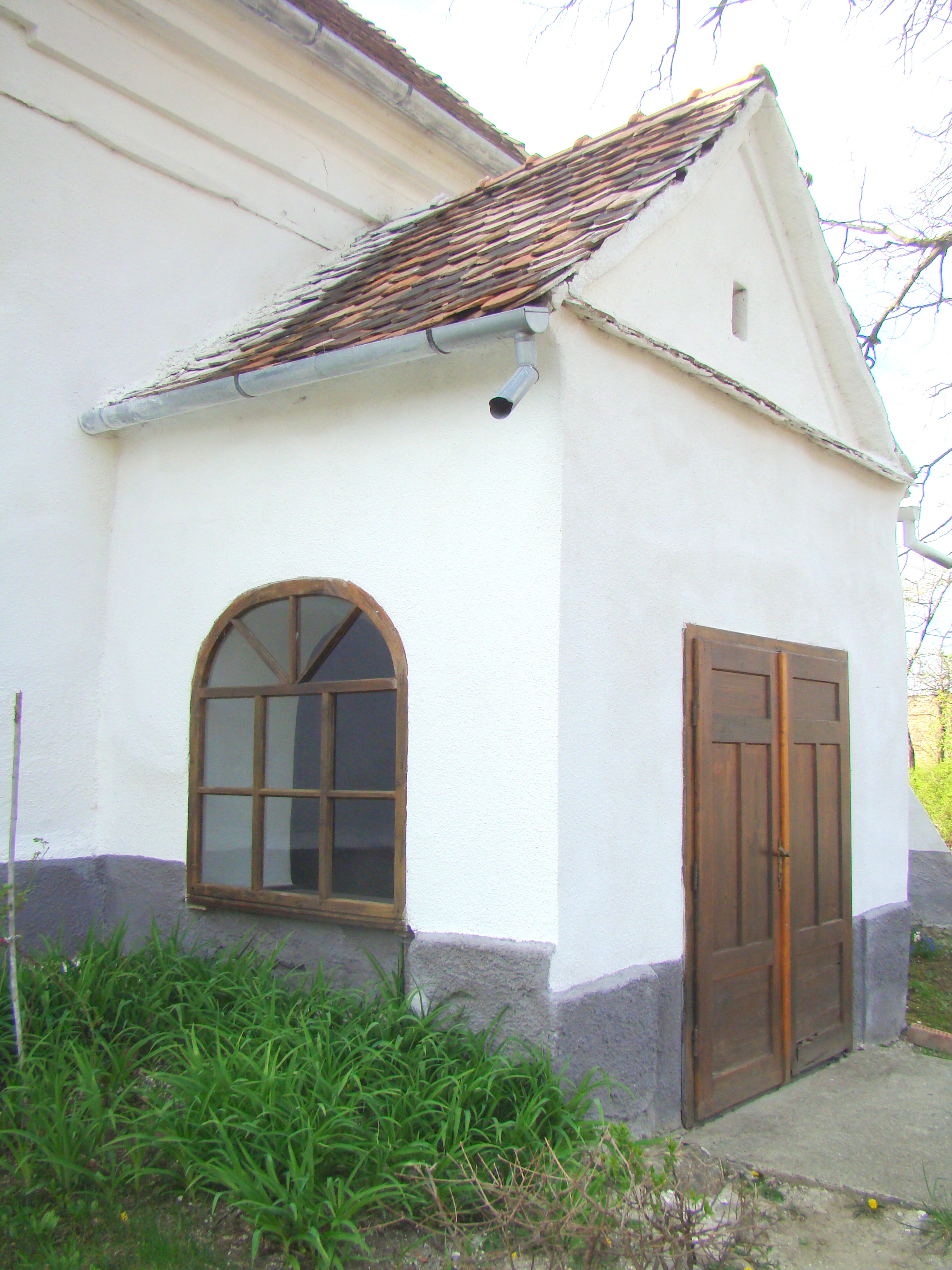
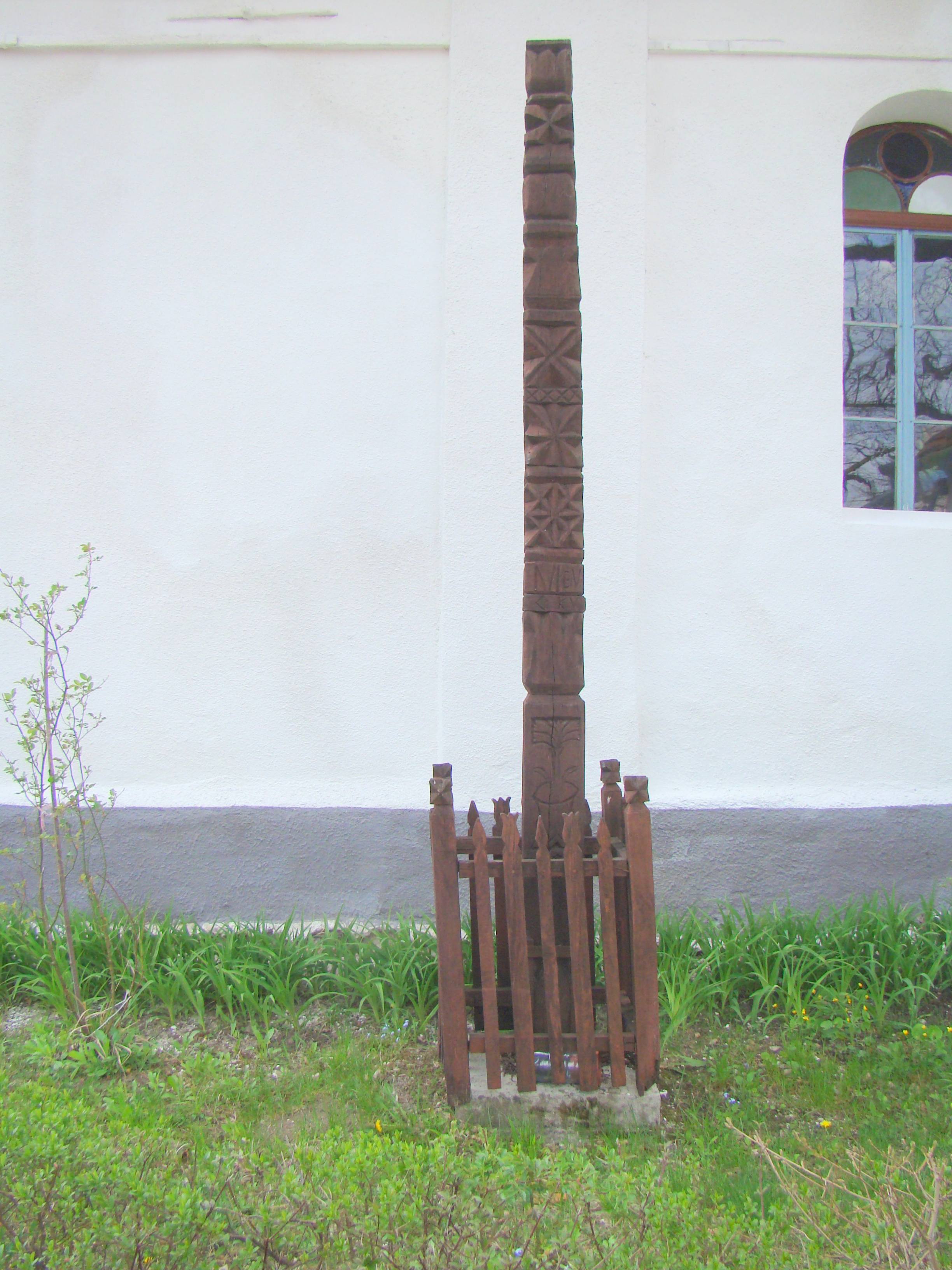
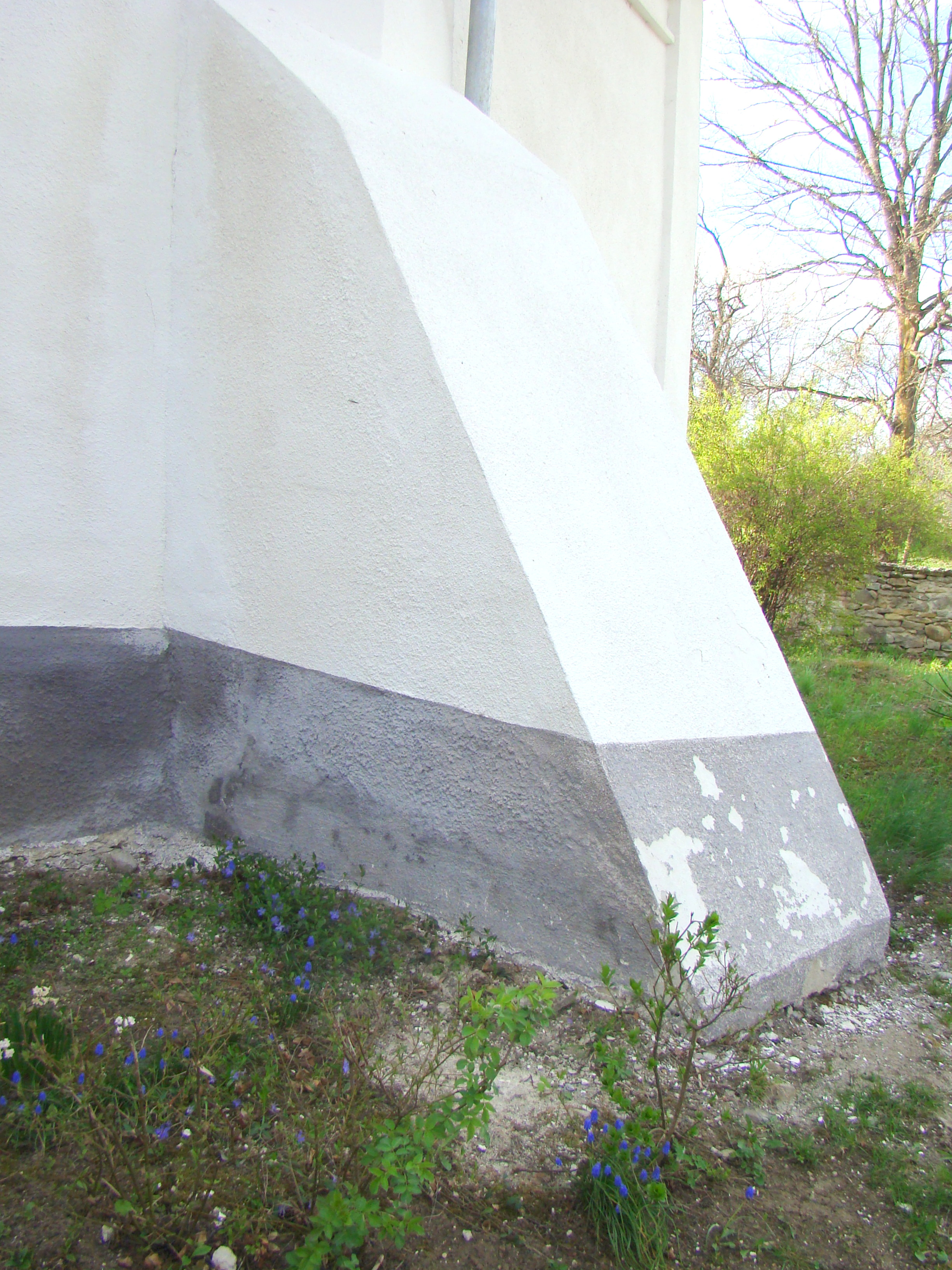
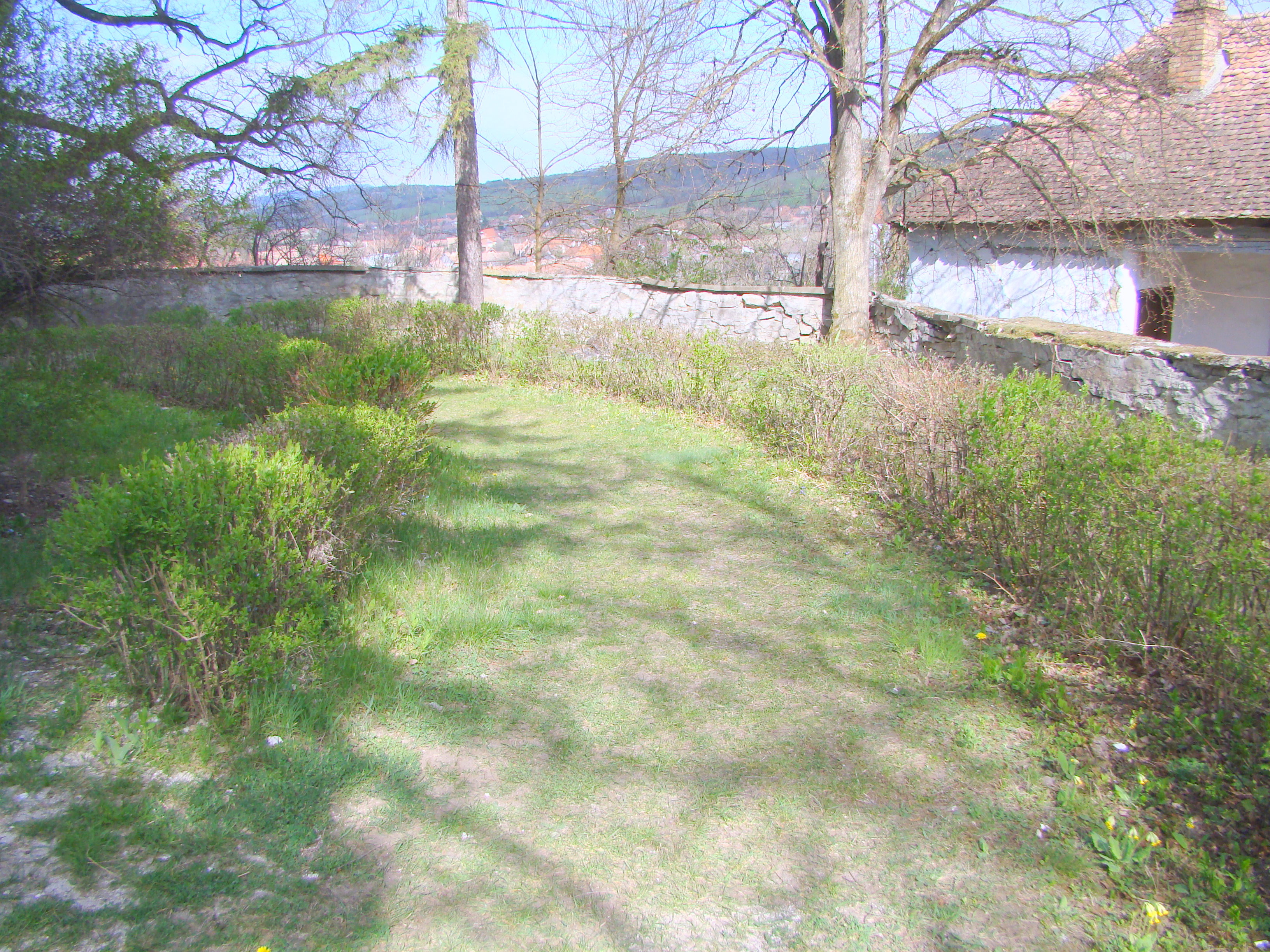

## Imagini din interior

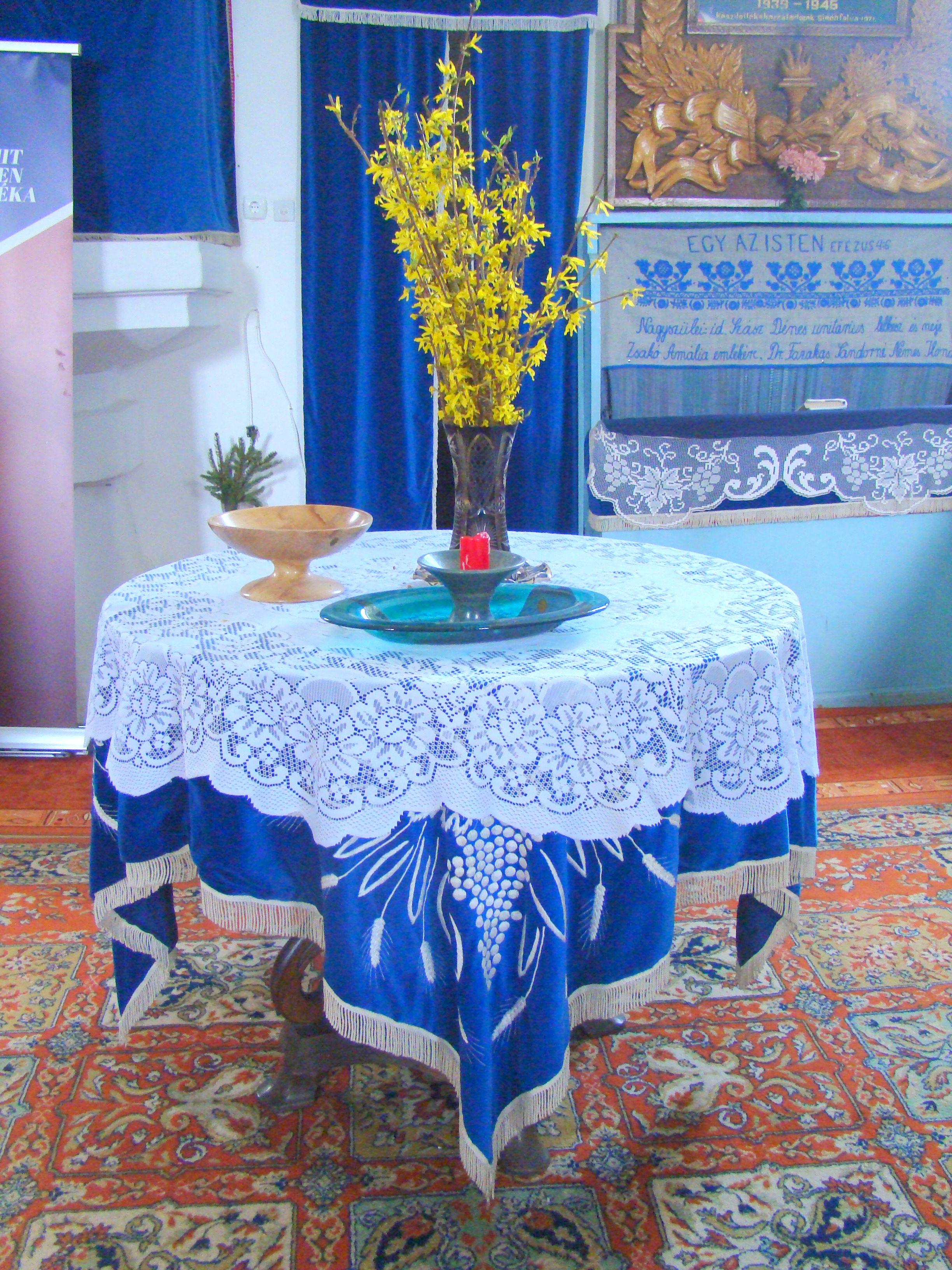
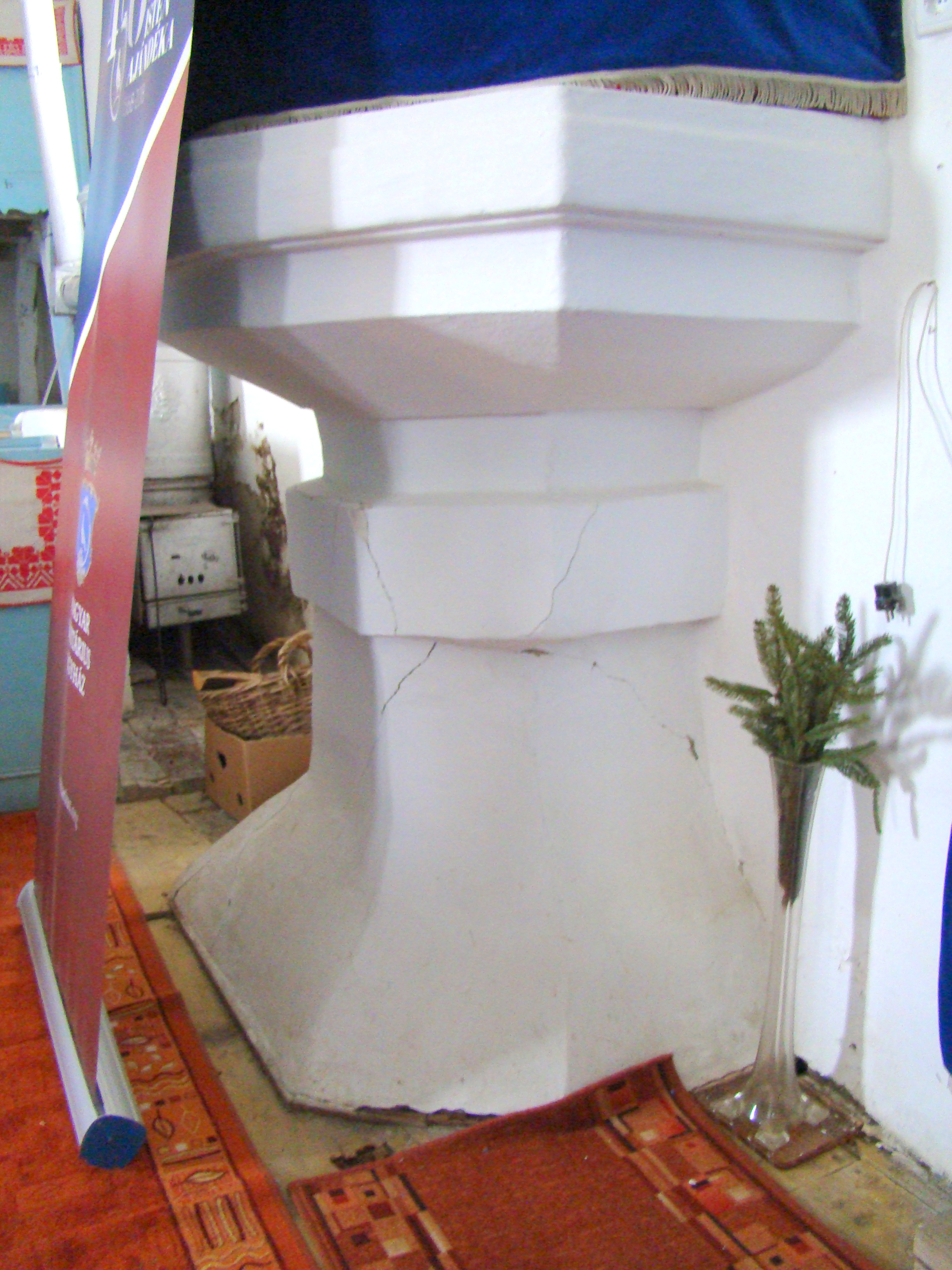
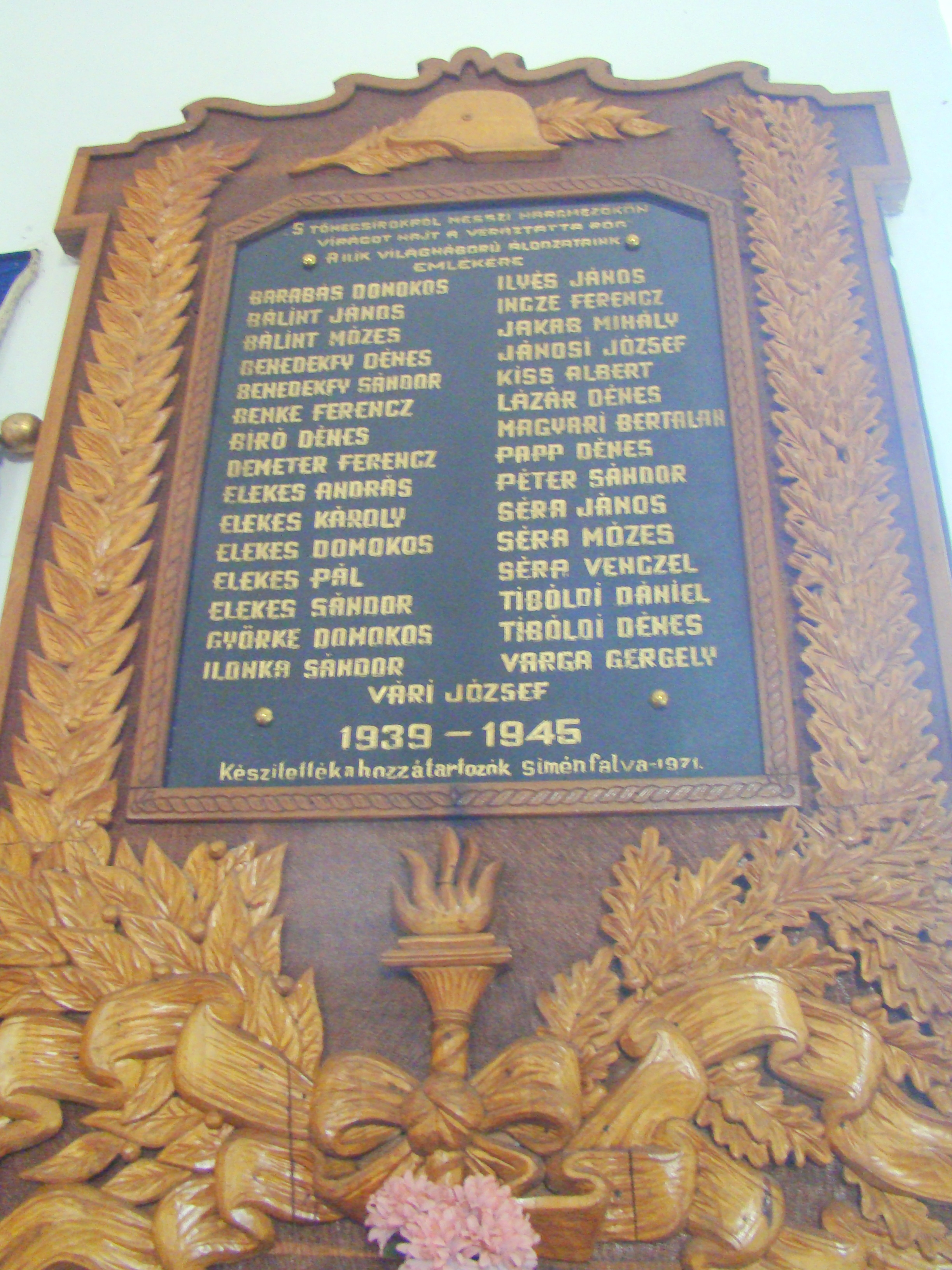
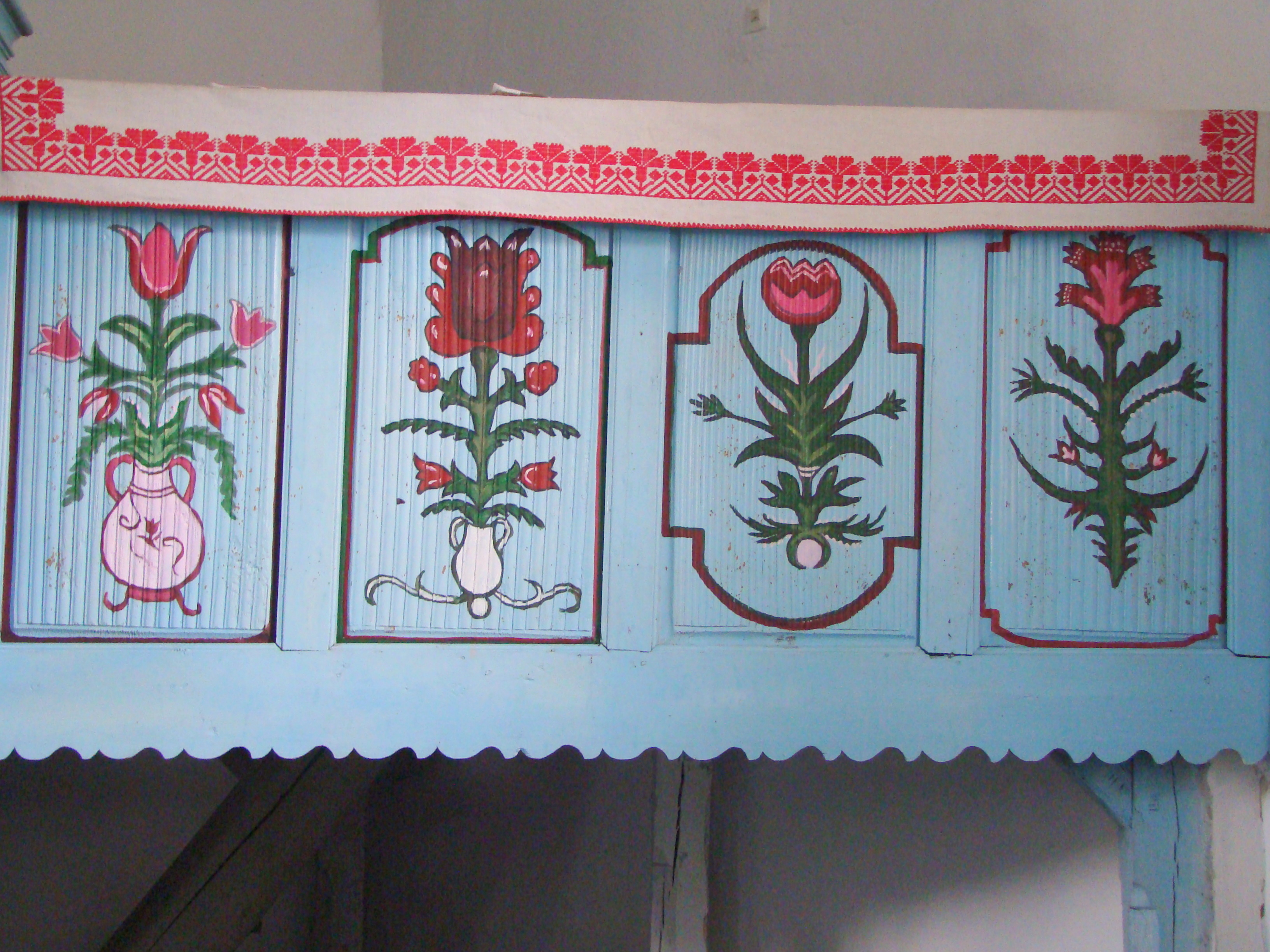
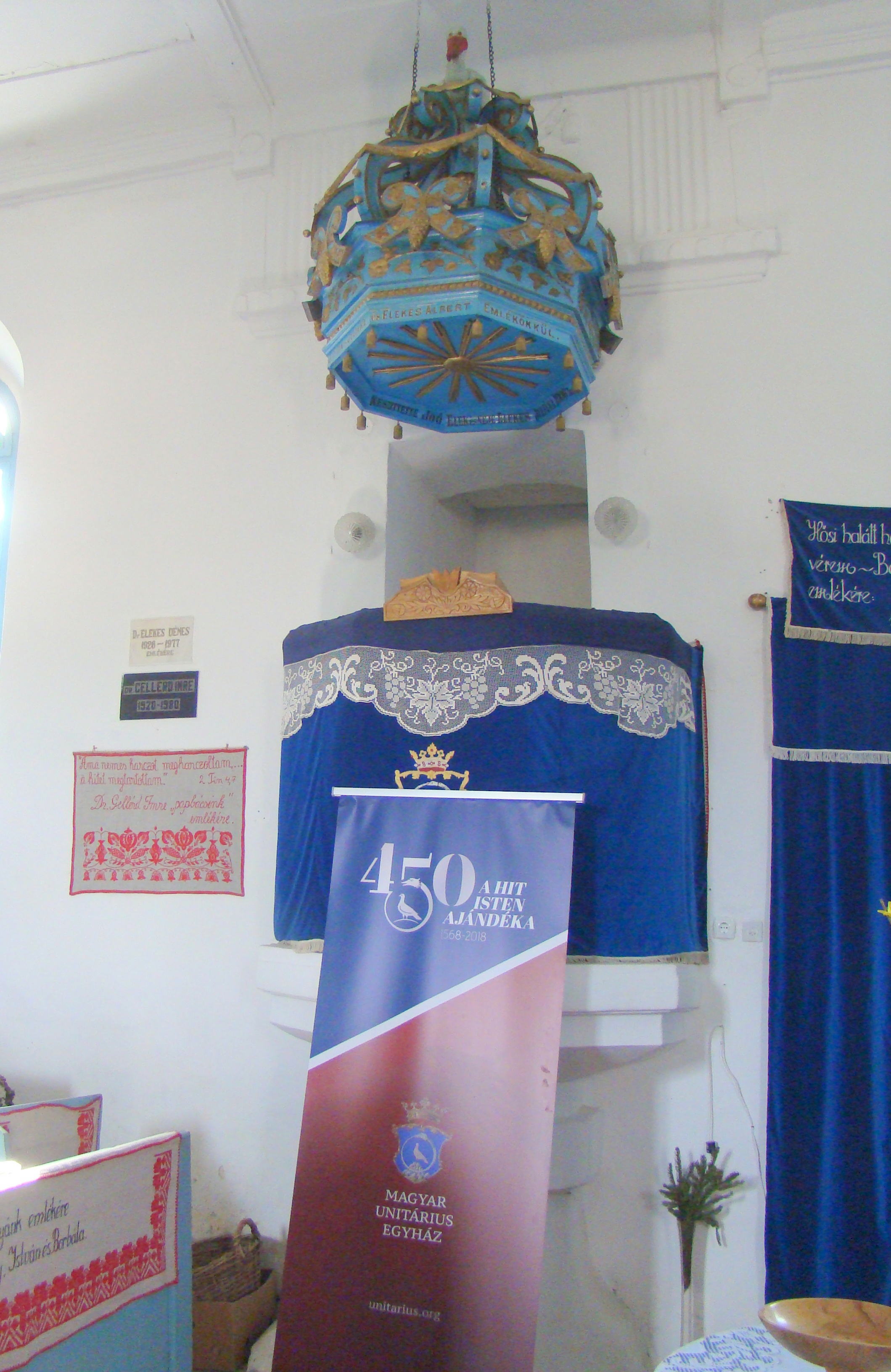
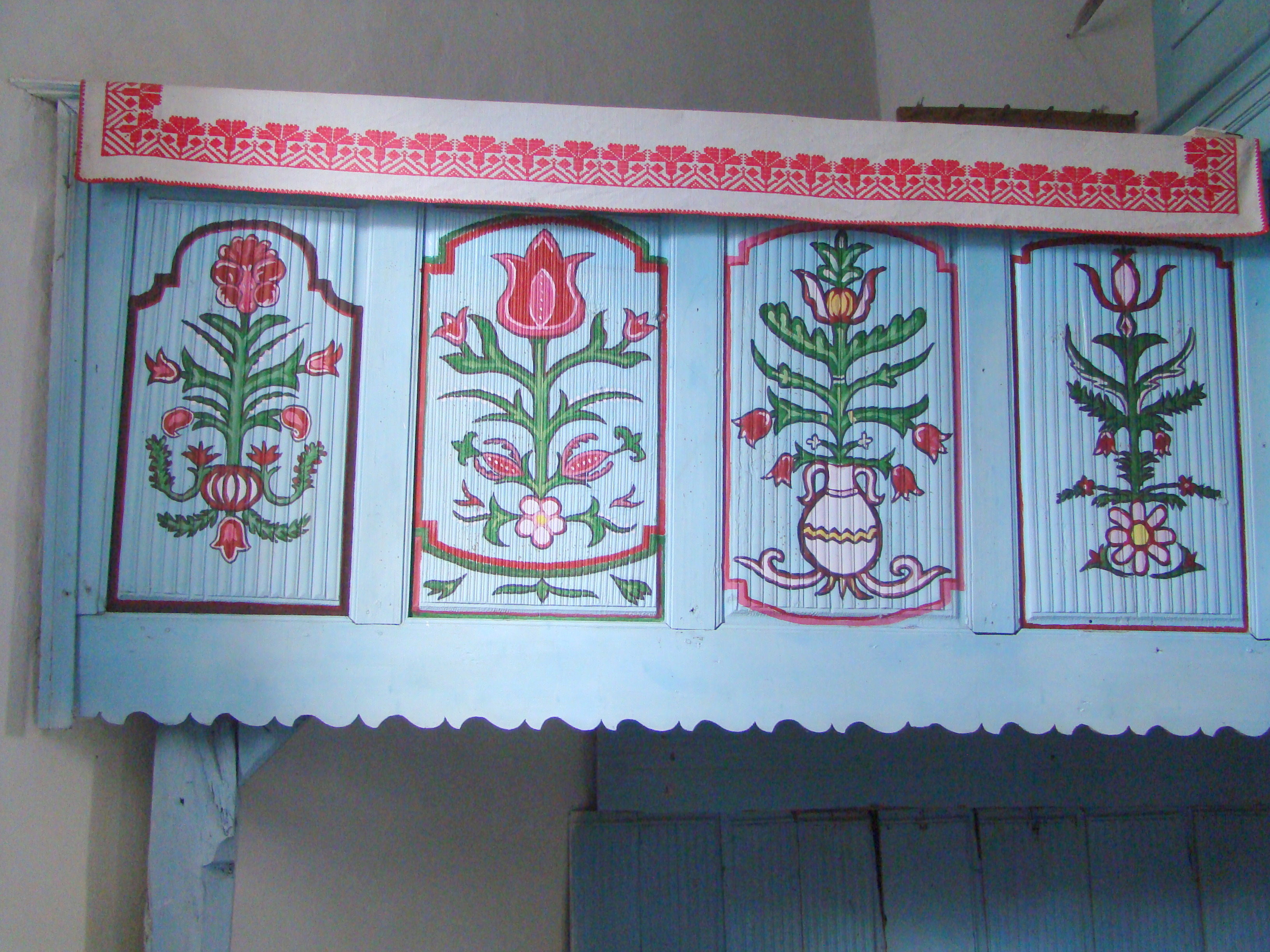
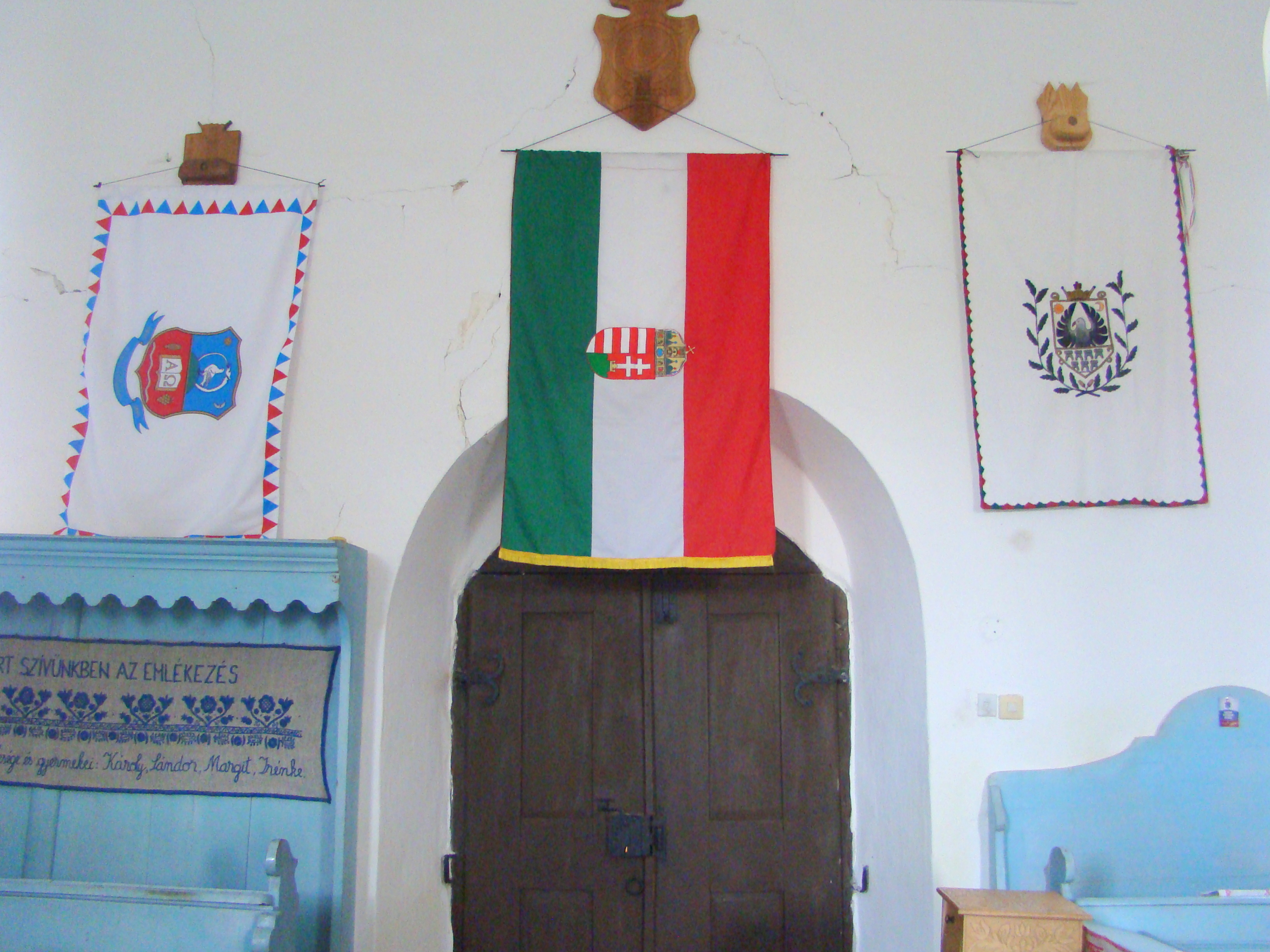
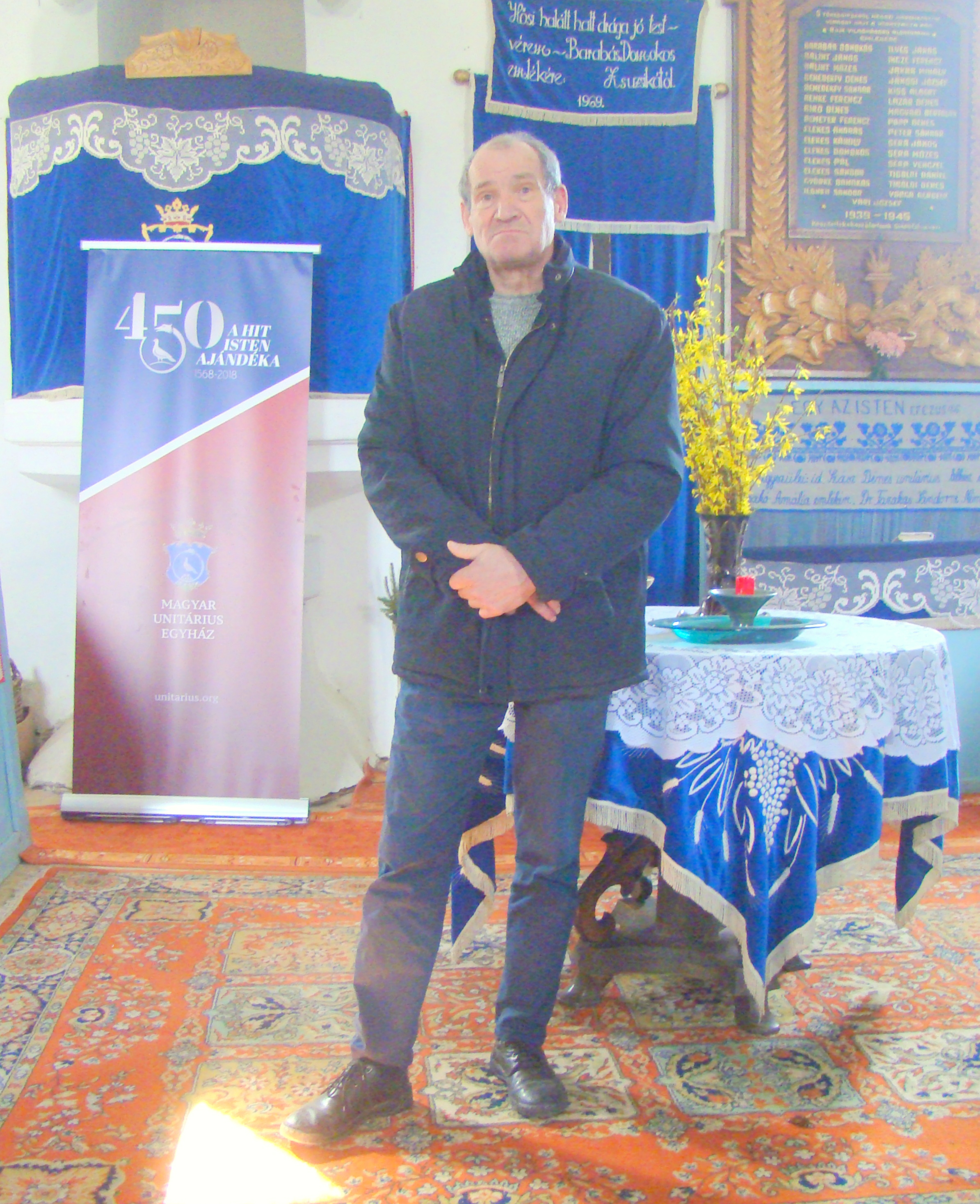
pastorul unitarian Szén Sándor